# Skogsrundan
Skogsrundan är ett bostadsområde i Karlskoga, liksom namnet på den väg som går genom Skogsrundan. Bostadsområdet är beläget något sydväst om centrum och norr om Baggängen. Invid området är Skranta torg beläget. 
Bostadsområdet ingick inte i miljonprogrammet. 

## Historik
Skogsrundan uppfördes till största del under 1950-talet. I området finns strövområden och ett flertal lekplatser.
I Skogsrundan ligger Söderkyrkan, bland andra verksamheter märks Fritidsbanken.

## Demografi
Åren 1960–1985 minskade Skogsrundans befolkning.
| Befolkningsutvecklingen i Skogsrundan 1960–1985                                                                | Befolkningsutvecklingen i Skogsrundan 1960–1985 | Befolkningsutvecklingen i Skogsrundan 1960–1985 | Befolkningsutvecklingen i Skogsrundan 1960–1985 | Befolkningsutvecklingen i Skogsrundan 1960–1985 |
| --- | ----------------------------------------------- | ----------------------------------------------- | ----------------------------------------------- | ----------------------------------------------- |
| |                                                 |                                                 |                                                 |                                                 |
| År |                                                 |                                                 | Folkmängd                                       |                                                 |
| 1960 | 1960                                            |                                                 | 1 612                                           |                                                 |
| 1975 | 1975                                            |                                                 | 997                                             |                                                 |
| 1985 | 1985                                            |                                                 | 788                                             |                                                 |
| Anm.: Folkmängd baserad på antal mantalsskrivna på adressen Skogsrundan i Karlskoga församling det givna året. |                                                 |                                                 |                                                 |                                                 |